# Mika Sankala
Mika Sankala, född 16 november 1964,  är en fotbollstränare av finländskt ursprung.
Innan han blev tränare för A-laget tränade Sankala GIF Sundsvalls Tipselitlag. Han har även en tid bakom sig som spelare i föreningen. Vid sidan av fotbollen har han även arbetat som lärare på högstadiet. Sankala är en ledare som av många ansetts vara duktig på att skapa en god stämning i laget, något som flera av GIF Sundsvalls tidigare tränare fått kritik för att de lyckats dåligt med.[källa behövs] Detta gäller inte minst hans företrädare David Wilson som Sankala ersatte under säsongen 2006 efter att denne fått sparken.[källa behövs]
Efter en lyckad säsong med GIF Sundsvall 2007, som slutade med uppflyttning för klubben så fick Sankala inte ensamt ansvar för laget i Allsvenskan. Ny huvudtränare blev nygamle Per Joar Hansen med Sankala som assisterande. Båda fick dock sparken på hösten. 
2009 tränade Sankala Umeå IK:s damlag i Damallsvenskan. och 2010 blev han tränare för Kubikenborgs IF.
2013 var han assisterande förbundskapten i Finlands damlandslag och har därefter haft olika roller inom Svenska fotbollförbundet.

## Klubbar som spelare
- –1978 Sepsi
- 1980 Kaskö IK
- 1981 VIFK Vasa
- 1982 Seinäjoki
- 1983-1985 PPT Björneborg
- 1986-1990 GIF Sundsvall
- 1991-1993 Matfors IF
- 1994-2000 Kaskö IK

## Klubbar som tränare
- 2001-2002 Stockviks FF
- 2005-2006 GIF Sundsvall, tipselit
- 2005 GIF Sundsvall, assisterande tränare
- 2006-2007 GIF Sundsvall
- 2008 GIF Sundsvall, assisterande tränare
- 2009-2010 Umeå IK
- 2010-2012 Kubikenborgs IF [3]
- 2013 Finlands damlandslag, assisterande förbundskapten